# 淡色野菜

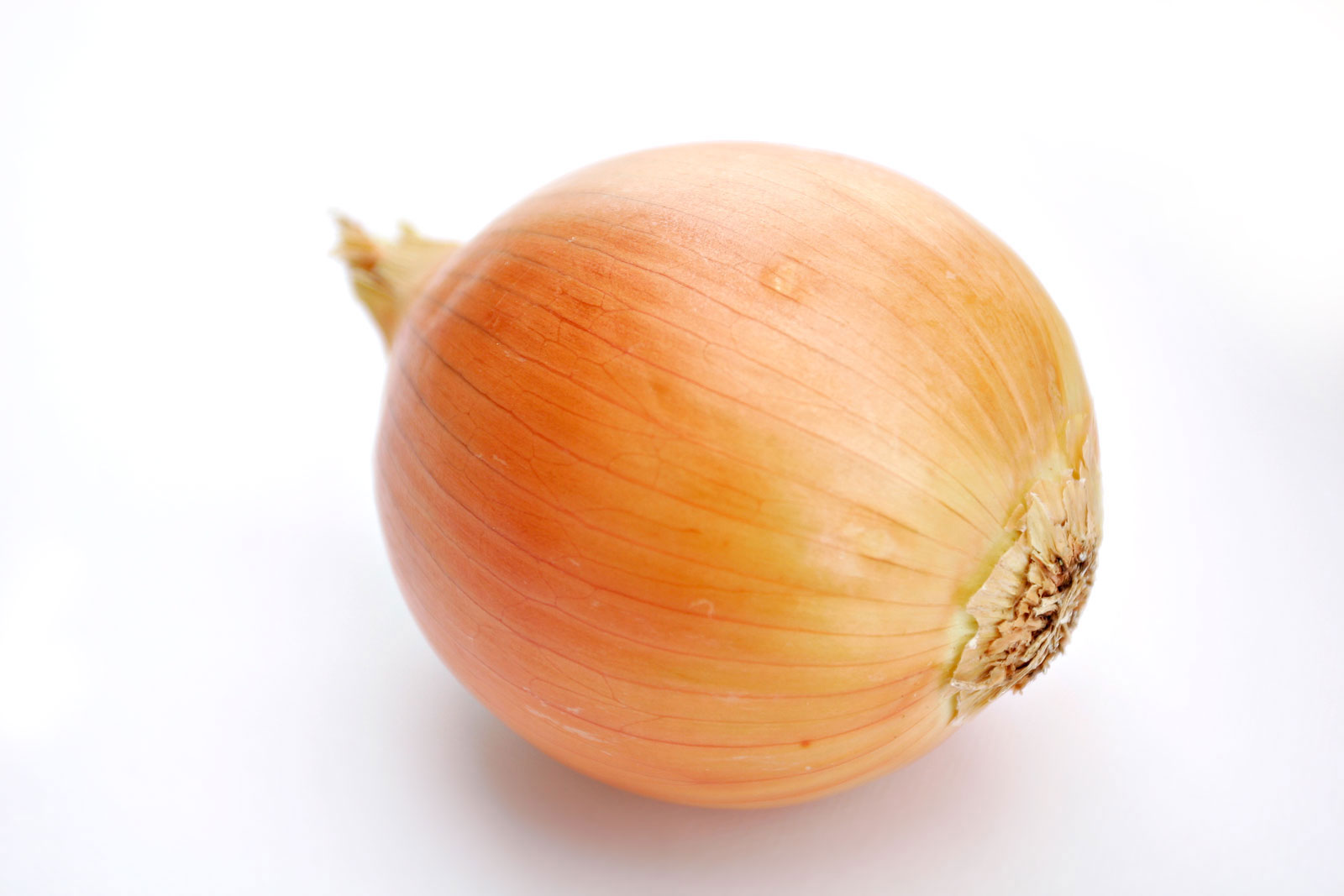
タマネギ

淡色野菜（たんしょくやさい）とは、緑黄色野菜以外の野菜である。緑黄色野菜（厚生労働省の基準は「原則として可食部100g当たりカロチン含量が600μg以上の野菜」）とそれ以外の野菜を特に区別したい場合に使われる呼称。前述のように、両者の区別はカロチン含有量の違いによるもので、色の濃淡によるのではない。

## 主な淡色野菜
- タマネギ
- ラッキョウ
- キャベツ
- カブ
- ダイコン
- ハクサイ
- カリフラワー
- レンコン
- サツマイモ
- レタス
- セロリ
- ラディッシュ
- ゴボウ
- ナス